# Tatjana Tołstoj
Tatjana Nikiticzna Tołstoj (ros. Татьяна Никитична Толстая); ur. 3 maja 1951 w Leningradzie, Rosyjska Federacyjna SRR) – rosyjska pisarka, publicysta i prezenter telewizyjny. Bywa nazywana „rosyjską Orianą Fallaci”.
Wnuczka pisarza Aleksieja Tołstoja i matka designera Artiemija Lebiediewa.

## Życiorys
Urodziła się 3 maja 1951 w Leningradzie (obecnie Sankt-Petersburg), w wielodzietnej rodzinie – ma siedmioro rodzeństwa.
Po ukończeniu szkoły wstąpiła do Leningradzkiego Uniwersytetu Państwowego na kierunek filologia klasyczna (specjalizacja – łacina i greka), którą ukończyła w 1974. W tym samym roku poślubiła Andrieja Walientynowicza Lebiediewa – filologa-klasyka i syna generała pułkownika Walientina Jakowlewicza Lebiediewa.
Wraz z mężem przeniosła się do Moskwy, gdzie do 1983 pracowała jako korektor tekstu w wydawnictwie „Nauka” w redakcji literatury Wschodu.
Debiutowała w 1983 jako krytyk literacki artykułem Klejem i nożnicami (Клеем и ножницами) w czasopiśmie „Woprosy Litieratury” (1983, № 9). W tym samym roku debiutowała jako pisarz w czasopiśmie „Awrora” opowiadaniem Na zołotom krylce sidieli... (На золотом крыльце сидели…). Opowiadanie zostało pozytywnie przyjęte przez czytelników i krytykę, i uznane za jeden z najlepszych literackich debiutów lat 80. Do roku 1990 Tołstoj napisała około 20 opowiadań, które były publikowane w znanych czasopismach, m.in. w Nowym Mirie. W 1987 wydane wcześniej opowiadania zostały zebrane w zbiorze pod tym samym tytułem co jej debiut literacki – Na zołotom krylce sidieli... Za ten zbiór opowiadań została przyjęta do Związku Pisarzy Radzieckich. W 1989 stała się stałym członkiem rosyjskiego oddziału PEN Clubu.
W 1990 wyjechała do USA, by wykładać tam literaturę rosyjską w Skidmore College i Princeton oraz innych uniwersytetach. Współpracowała z amerykańskimi czasopismami New York review of books, The New Yorker, TLS i innymi.
Kontynuowała pisanie esei, tym razem na temat życia rosyjskich emigrantów, w szczególności ewolucji języka rosyjskiego w różnych środowiskach. Odtąd przez całe lata 90. spędza w USA kilka miesięcy roku.
W 1991 rozpoczęła karierę dziennikarską: prowadzi własną kolumnę „Swoja Kołokolnia” w tygodniku „Moskowskije Nowosti”, współpracuje z pismem „Stolica”, gdzie weszła w skład kolegium redakcyjnego, w gazecie „Russkij Tielegraf” pojawiają się jej eseje, szkice i artykuły. Równocześnie kontynuuje karierę pisarską tworząc kolejne opowiadania i publikując je w zbiorach opowiadań: Lubisz – nie lubisz (Любишь – не любишь) z 1997 i Siostry (Сёстры) z 1998 napisanym wspólnie z siostrą Natalią. Pojawiają się pierwsze tłumaczenia utworów Tołstoj na języki obce (m.in. angielski, niemiecki, francuski, szwedzki). W 1998 stała się członkiem kolegium redakcyjnego amerykańskiego czasopisma „Kontrapunkt”. Rok później wróciła do Rosji, gdzie kontynuowała karierę literacką i dziennikarską.
W 2000 wychodzi pierwsza powieść Tołstoj Kyś, odmienna od jej dotychczasowego dorobku i prowokująca bardzo różne reakcje krytyki. W powieści przedstawiona jest degeneracja Rosji po wybuchu atomowym, a obraz nakreślony jest z dużą dozą sarkazmu. Powieść stała się popularna (wystawiono wiele przedstawień teatralnych na jej podstawie) i gromko przyjęta przez czytelników i krytyków.
Za tę powieść pisarka otrzymała w 2000 prestiżową nagrodę Triumf.
W 2002 stanęła na czele rady redakcyjnej gazety „Konsierwator”. W tym samym roku Tołstoj zadebiutowała w telewizji w programie „Osnownoj Instinkt” i jako główna prowadząca (wraz z Awdotią Smirnową) programu „Szkoła złosłowija”, za który dostała nagrodę „TEFI” za najlepszy talkshow.
W 2010 napisała pierwszą książkę dla dzieci wraz z siostrzenicą Olgą Prochorowoją Ta samaja Azbuka Buratino (Та самая Азбука Буратино), powiązaną z książką dla dzieci napisaną przez jej dziadka Aleksieja Tołstoja Zołotoj kluczik, ili Prikluczenija Buratino (Золотой ключик, или Приключения Буратино) z 1935 roku. Książka zajęła drugie miejsce na liście najlepszych książek XXII Międzynarodowej Moskiewskiej Wystawy i Targów Książek w kategorii „Literatura dziecięca”.
Do roku 2007 Tołstoj napisała łącznie 24 opowiadania i jedną powieść.
Obecnie mieszka i pracuje w Moskwie.

## Charakterystyka twórczości
Proza Tołstoj, wyróżniająca się bardzo oryginalnym stylem, nie wszystkim się podobała, zwłaszcza oficjalna krytyka odnosiła się do niej nieufnie. Wśród swych zwolenników autorka zyskała sobie uznanie jako twórca bardzo niezależny.

## Rodzina
Jej rodzina znana jest w świecie sztuki:
- Borys Michajłowicz Szapirow (1851-1915) – pradziad ze strony matki; lekarz wojskowy, członek Czerwonego Krzyża, lejb-medyk cara Mikołaja II, rzeczywisty tajny radca
- Michaił Leonidowicz Łozinski (1886-1955) – dziadek ze strony matki; tłumacz i poeta
- Natalia Michajłowna Łozinskaja-Tołstaja – matka
- Michaił Nikitycz Tołstoj (1950) – brat; fizyk, działacz społeczny i polityczny
- Natalia Nikityczna Tołstaja (1943-2010) – siostra; pisarka, wykładowca
- Tatjana Nikityczna Tołstaja
- Artiemij Andriejewicz Lebiediew – syn; designer
- Aleksiej Andriejewicz Lebiediew – syn; fotograf, programista
- Iwan Nikitycz Tołstoj (1958) – brat; filolog,
- Nikita Aleksiejewicz Tołstoj (1917-1994) – ojciec; fizyk, działacz społeczny i polityczny
- Aleksiej Nikołajewicz Tołstoj (1883-1945) – dziadek ze strony ojca; znany pisarz
- Natalia Wasiljewna Krandijewskaja-Tołstaja (1888-1963) – babka ze strony ojca; poetka

## Twórczość

### Powieści
- 2000 – Kyś (ros. Кысь) – wydanie polskie 2004 (tłum. Jerzy Czech)

### Zbiory opowiadań
- 1987 – Na zołotom krylce sidieli (ros. На золотом крыльце сидели)
- 1988 – Somnambuła w tumanie (ros. Сомнамбула в тумане)
- 1997 – Lubisz – nie lubisz (ros. Любишь – не любишь)
- 1998 – Siostry (ros. Сёстры) – napisane wspólnie z siostrą Natalią
- 2001 – Dwoje (ros. Двое) – napisane wspólnie z siostrą Natalią
- 2002 – Izium (ros. Изюм)
- 2003 – Krug (ros. Круг)
- 2004 – Biełyje stieny (ros. Белые стены)
- 2005 – Rieka Okkerwil (ros. Река Оккервиль)
- 2006 – Żenskij dien' (ros. Женский день)
- 2007:
  - Nocz (ros. Ночь)
  - Dien' (ros. День)
  - Nie kys' (ros. Не кысь)
  - Rieka (ros. Река)
- 2009 – Kys’. Zwierotur (ros. Кысь. Зверотур)